# Західно-Сербська Федерація

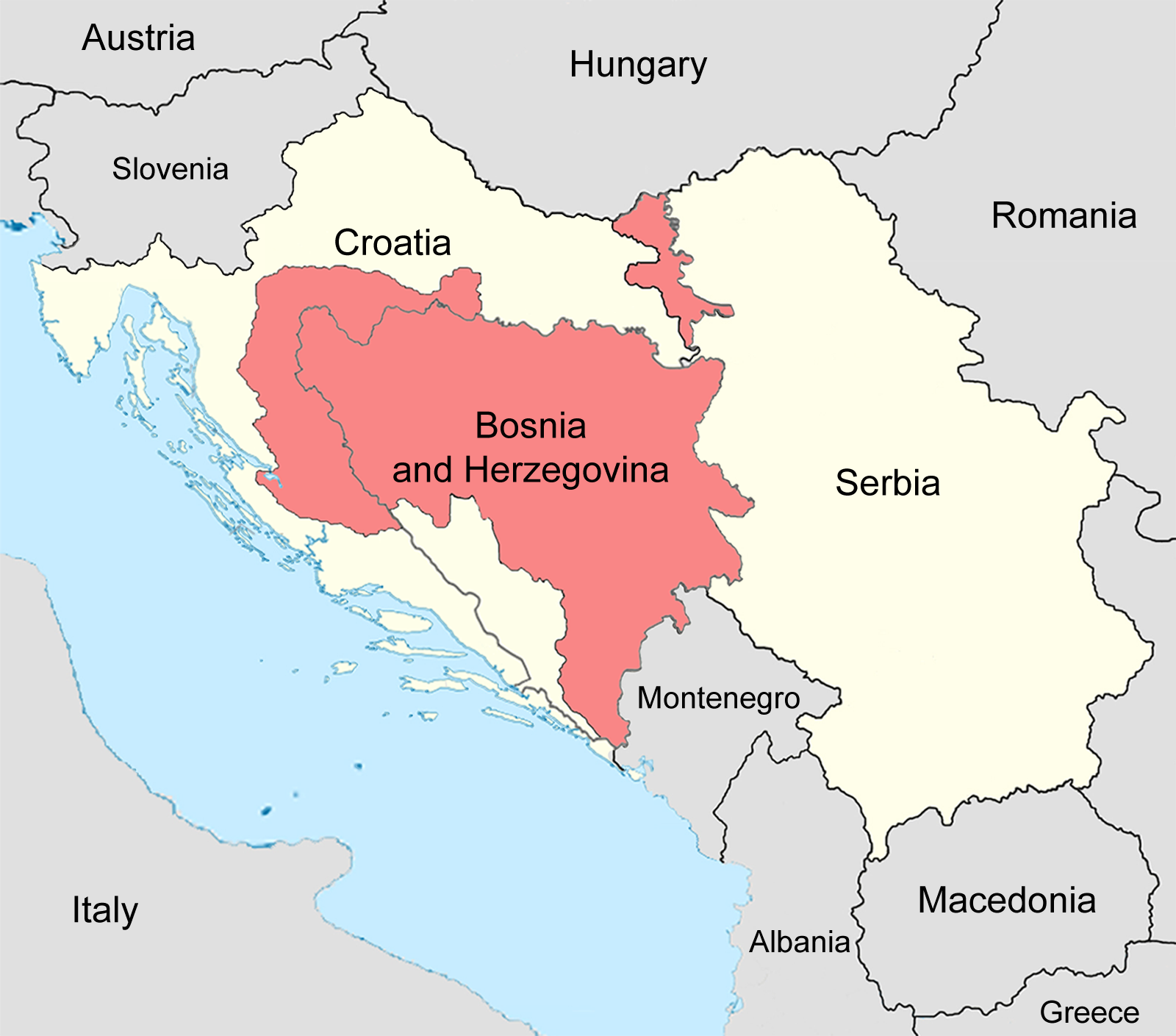
Території, на які претендувала ЗСФ (виділено червоним)

Західно-Сербська Федерація, Західна Сербія (серб. Западно-Српска Федерација, Западна Србија) — проект об'єднання в єдину незалежну республіку двох населених переважного сербами самопроголошених держав на територіях республік колишньої Югославії: Республіки Сербської (РС) в Боснії та Герцеговині (з січня 1992) і Республіки Сербська Країна (РСК) в Хорватії (з грудня 1991).
Через політичні розбіжності і сильного тиску керівництва Сербії не було реалізовано проголошене у червні 1991 об'єднання у Демократичну Республіку Країна Сербської Автономної Області Боснійська Країна (з квітня 1991, в центрально-західній (Посавській) Боснії) і Сербської Автономної Області Країна (з лютого 1991, в Хорватській Країні), попри те, що 25 червня 1991, уряди Країн підписали «Договір про співробітництво та інтеграцію», включаючи створення загального парламенту, а 28 червня 1991 парламентами (скупщина) Країн на спільному засіданні в Босанському Грахові проголосили «Об'єднавчу Декларацію».
Але спроби об'єднати сербські землі продовжували робитися. Як крок на шляху до Великої Сербії передбачалася організація Західно-Сербської Федерації, яка була підтримана Сербською радикальною партією та іншими політичними силами Сербії.
У 1994, було створений Об'єднаний штаб військ РС і РСК. 20 травня 1991 парламент РСК ухвалив рішення про об'єднання з РС. На кінець травня — початок червня 1995 було заплановано спільне засідання парламентів РС і РСК для проголошення Західно-Сербської Федерації.
Але через міжнародний тиск керівництво Сербії примусило РС і РСК до скасування об'єднання.
РСК ліквідовано в серпні 1995, в ході хорватської військової операції Буря. РС в грудні 1995 згідно з міжнародними угодами увійшла у федеративний Союз Боснія і Герцеговина.